# Whippet Mk A
O tanque Mark A Whippet foi um tanque de porte médio do Reino Unido usado na Primeira Guerra Mundial para com outros tanques aliados, e junto a seus "primos" britânicos pesados, como o Mark I e suas variações (do II ao V - as utilizadas na guerra, mais as experimentais Mark VI, VIII e IX), pudesse ser inserido em táticas que colaborassem para o fim do impasse estabelecido na guerra de trincheiras que ocorria na frente ocidental.

## História
Apesar de seu relativo sucesso após sua introdução limitada na frente de batalha a partir de março de 1918, e embora representasse um avanço em relação a seus conterrâneos pesados, principalmente em termos de velocidade e mobilidade, estas máquinas estavam longe de serem a "perfeição" propagada pelas manchetes de jornais e propaganda de guerra britânica da época. A total operacionalidade de sua torre fixa com 4 metralhadoras por ex. nunca saiu da teoria para a prática. Na maioria das vezes as metralhadoras laterais eram simplesmente removidas, e quando era necessário fogo lateral, a metralhadora da popa numa operação que demandava tempo crucial, era retirada e colocada na abertura lateral onde estivesse sendo necessária.
Mas seu principal problema era o sistema de direção. Embora, novamente na teoria fosse um conceito brilhante que permitiria que um único condutor controlasse gradualmente a velocidade utilizando os aceleradores de ambos os motores, cada um impulsionando uma esteira; na prática tal sistema era por demais complexo, mesmo para pilotos experientes. No calor da batalha e sob o ruído ensurdecedor dos motores, não era raro o uso inconsciente da força bruta, o que acabava por emperrar um ou ambos os motores. Somado a isto, em meados de 1918, o sistema de esteiras sem folgas, usado nos tanques britânicos já era considerado ultrapassado.
Assim, sua produção ficou restrita aos 200 modelos iniciais, tendo a exemplo de outros modelos britânicos, sido preterido na utilização em massa pelo exército britânico, pelo modelo Mark IV (a derivação bem sucedida do citado Mark I). 

Apesar disto, e do atraso em relação a modelos menos imponentes visualmente, mas mais eficientes para a época e ocasião, como o Renault FT-17, embora de maneira limitada, os modelos Whippet sobreviventes continuaram a ser utilizados junto aos outros modelos mais ágeis e modernos, mesmo porque os alemães além de possuírem uma quantidade ínfima de tanques em comparação com os milhares de tanques aliados, as vésperas das ofensivas aliadas no verão europeu de 1918, não haviam se preocupado em desenvolver táticas ou armamentos específicos anti-tanques.